# Martin Schulz
Martin Schulz (Hehlrath, Eschweiler, Nyugat-Németország,  1955. december 20. –) német politikus, a Szociáldemokrata Párt (SPD) tagja. 1994 óta európai parlamenti képviselő, 2012-től 2017-ig az Európai Parlament elnöke, 2004 és 2012 között a Szocialisták és Demokraták Progresszív Szövetségének frakcióvezetője. 2017 és 2018 között a Németország Szociáldemokrata Pártja elnöke volt.

## Életpályája
Érettségi nélkül hagyta abba a középiskolát, és  1975 és 1977 között könyvkereskedelmi tanulmányokat folytatott. 
Schulz politikai karrierje 1974-ben, tizenkilenc éves korában kezdődött, amikor belépett Németország Szociáldemokrata Pártjába (SPD). 1987 és 1998 között az észak-rajna-vesztfáliai Würselen település polgármesteri tisztségét töltötte be. 1994-ben lett az Európai Parlament képviselője.
2012. január 17-én megválasztották az Európai Parlament elnökének, a pozícióban a lengyel Jerzy Buzeket váltotta. A választás során a 670 érvényes szavazatból 387-et kapott, vetélytársai Nirj Deva (142 szavazat) és Diana Wallis (141 szavazat) voltak. 2014. július 1-jén újraválasztották tisztségében; 612-ből 409 szavazatot kapott a másik három jelölttel – Sajjad Karim (101), Pablo Iglesias (51) és Ulrike Lunacek (51) – szemben.
2017-ben megválasztották az SPD pártelnöki posztjára, majd a párt megnevezte, mint kancellárjelölt az őszi parlamenti választásokra. Ezt követően az SPD népszerűsége emelkedés ek indult, köszönhetően, hogy szakított az SPD egyes neoliberális hagyományaival, és határozottan baloldali politikát képviselt. Később azonban, amikor elkezdett a jobboldali Szabaddemokrata Párthoz (FDP) közeledni, az SPD népszerűsége visszaesett. Schulz céljául tűzte ki Angela Merkel leváltását a kancellár posztról. 
A 2017-es szövetségi választáson a Szociáldemokrata Párt 20 százaléknyi szavazatot szerzett, és ezzel a második lett. Schulz ekkor azt az irányvonalat vázolta fel, hogy pártja nem lép be az újabb nagykoalícióba, helyette határozottan ellenzéki pártként, az ellenzék vezetőjeként tevékenykedik, hogy a négy évvel későbbi választáson az SPD alakíthasson kormányt. Miután az SPD kizárta az együttműködést Merkel pártjává, a Kereszténydemokrata Unióval, Merkelnek kizárólag egy lehetősége volt kormányalakításra: az úgynevezett Jamaica-koalíció, vagyis a CDU a Zöldekkel és az FDP-vel lép kormányra. A tárgyalásokat azonban az év végén az FDP ott hagyta, így patthelyzet állt elő. Az SPD-n belül végül belső szavazást írták ki a nagykoalíció kérdésében. Miután a tagság többsége a nagykoalíció mellett voksolt, Martin Schulz lemondott a pártelnök tisztségéről